# Andreas Wels
Andreas Wels (n. 1 ianuarie 1975, Schönebeck, Saxonia-Anhalt, Germania) este un săritor în apă german, medaliat olimpic. A participat la o ediție a Jocurilor Olimpice (2004) în care a câștigat o medalie de argint.

## Participări
Lista de mai jos prezintă principalele competiții la care a participat Andreas Wels de-a lungul carierei.
- diving at the 2004 Summer Olympics – men's synchronized 3 metre springboard[*]